# Oxyna stackelbergi
Oxyna stackelbergi är en tvåvingeart som beskrevs av Valery Korneyev 1990. Oxyna stackelbergi ingår i släktet Oxyna och familjen borrflugor. Inga underarter finns listade i Catalogue of Life.